# Erdgasleitung Urengoi–Pomary–Uschhorod

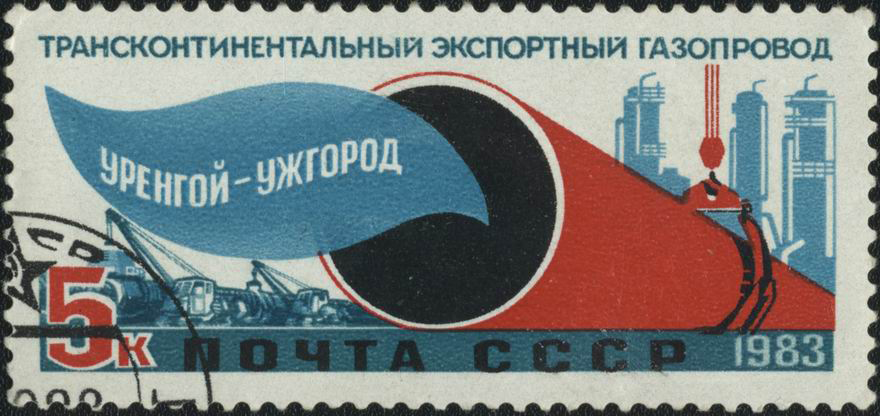
Sowjetische Briefmarke Transkontinentale Erdgasexportleitung Urengoi–Uschgorod (1983)

Die Erdgasleitung Urengoi–Pomary–Uschhorod (auch als Westsibirische Pipeline, Transsibirische Pipeline oder Bruderschaft-Pipeline bekannt) ist eine der wichtigsten Erdgasexportpipelines Russlands, die sich teilweise im Besitz der Ukraine befindet und von ihr betrieben wird.
Die Leitung ist benannt nach ihrem Ausgangspunkt auf dem Gasfeld Urengoi (bei der Stadt Nowy Urengoi im Autonomen Kreis der Jamal-Nenzen, im Norden Westsibiriens), dem Dorf Pomary in der Republik Mari El, wo sich eine Verdichterstation vor der Querung der Wolga befindet, sowie der Stadt Uschhorod (russisch Uschgorod) im Westen der Ukraine, unweit derer die Pipeline in den ersten Jahren ihres Betriebes die Sowjetunion in Richtung Tschechoslowakei (heute Slowakei) verließ.

## Geschichte
Das Projekt wurde 1978 als Exportpipeline vom Gasfeld Jamburg vorgeschlagen, später wurde jedoch das bereits in Betrieb befindliche Gasfeld Urengoi als Ausgangspunkt gewählt. Im Juli 1981 einigten sich ein Konsortium deutscher Banken unter der Führung der Deutschen Bank und der AKA Ausfuhrkredit GmbH auf die Bereitstellung von Krediten in Höhe von 3,4 Milliarden D-Mark für die Verdichterstationen. Später wurden Finanzierungsvereinbarungen mit einer Gruppe französischer Banken und der Japan Export-Import Bank (JEXIM) ausgehandelt. In den Jahren 1981–1982 wurden Verträge mit Kompressoren- und Rohrlieferanten Creusot-Loire, John Brown Engineering, Nuovo Pignone, AEG-Telefunken, Mannesmann, Dresser Industries und Japan Steel Works unterzeichnet. Rohrlegekrane wurden von Caterpillar und Komatsu gekauft.
Die Pipeline wurde 1982–1984 gebaut. Sie ergänzte das seit 1973 bestehende transkontinentale Gastransportsystem Westsibirien-Westeuropa. Am Bau auf dem Territorium der Sowjetunion waren Arbeiter aus der DDR (Projekt Erdgastrasse), Jugoslawien, Polen und der Tschechoslowakei beteiligt. Die offizielle Einweihungsfeier fand bereits 1983 in Frankreich statt.
Am 19. Juli 2011 begann UkrTransGaz mit der Modernisierung der Pipeline.

## Vorfälle
Der erste Zwischenfall ereignete sich schon vor Inbetriebnahme: Am 15. Dezember 1983 brach in einer Verdichterstation in Urengoi ein Feuer aus, das elektronische Anlagen zur Überwachung und Steuerung zerstörte; Menschen kamen nicht zu Schaden.
Am 7. Mai 2007 explodierte die Pipeline nahe des Dorfes Luka, im Oblast Kiew, dabei entstand Schaden auf 30 m Länge. Eine weitere Explosion ereignete sich am 6. Dezember 2007 nahe der Ortschaft Tiahun.
Im Mai 2014 beschädigte eine Explosion im Rajon Roschnjatiw die Pipeline. Ein weiterer Abschnitt explodierte am 17. Juni 2014 in der Region Poltava. Der ukrainische Innenminister Arsen Awakow erklärte, es habe sich um eine Bombe gehandelt.
Am 20. Dezember 2022 kam es laut dem Katastrophenschutzministerium der Region Tschuwaschien 150 km westlich der Stadt Kasan während geplanter Wartungsarbeiten zu einer Explosion. Dabei wurden mindestens 3 Menschen getötet und das Pumpen von Gas durch die Pipeline gestoppt.